# Jacquemontia chrysanthera
Jacquemontia chrysanthera är en vindeväxtart som beskrevs av Buril. Jacquemontia chrysanthera ingår i släktet Jacquemontia och familjen vindeväxter. Inga underarter finns listade i Catalogue of Life.